# ابراهیم سلیم
ابراهیم سلیم (انگلیسی: İbrahim Selim؛ زادهٔ ۵ اکتبر ۱۹۷۹) بازیگر، مجری تلویزیون اهل ترکیه است. وی از سال ۲۰۰۵ میلادی تاکنون مشغول فعالیت بوده‌است.